# Birkhadem
Birkhadem är en ort i Algeriet.   Den ligger i provinsen Alger, i den norra delen av landet, i huvudstaden Alger. Birkhadem ligger 94 meter över havet och antalet invånare är 71 722.
Terrängen runt Birkhadem är huvudsakligen platt, men norrut är den kuperad. Runt Birkhadem är det mycket tätbefolkat, med 8 342 invånare per kvadratkilometer. Närmaste större samhälle är Alger, 4,2 km norr om Birkhadem. Trakten runt Birkhadem består till största delen av jordbruksmark.